# Racing Club de France (hockey sur gazon)

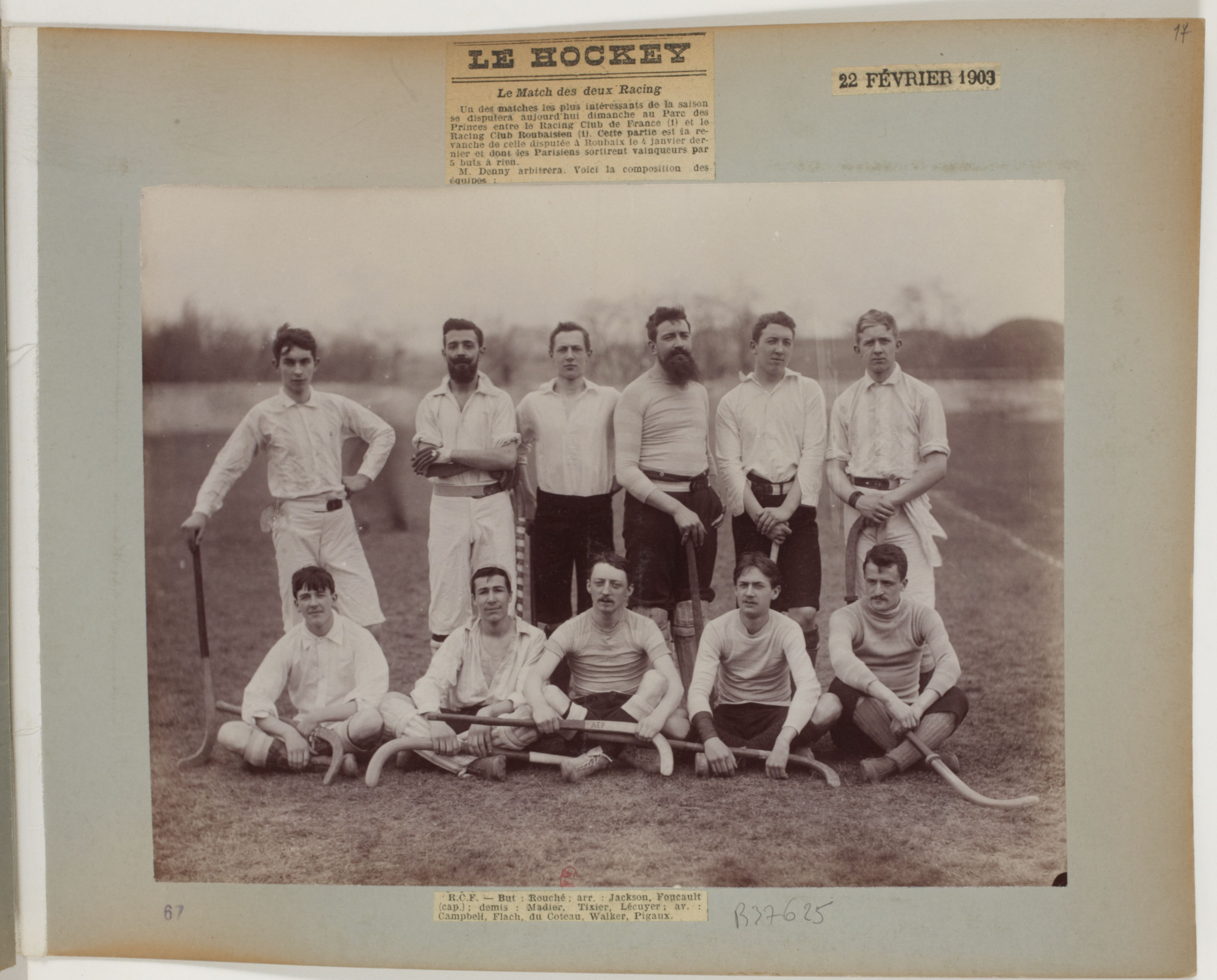
Le Hockey sur Gazon au R.C.F. (1903).

Le Racing Club de France est un club français comprenant une section de hockey sur gazon fondée en 1897. L'équipe masculine du Racing évolue parmi l'élite nationale. L'équipe féminine évolue en nationale 1. 
En 2017, le Racing Club de France Hockey sur Gazon (dit RCF Hockey) a pris son indépendance vis-à-vis du RCF Omnisport et bénéficie d'une Convention de 20 ans pour occuper les 3 terrains de la Boulie (Gazon, Sablé et Arrosé).

## Palmarès
- EuroHockey Club Champions Cup: 1993 médaille de bronze (à Bruxelles) (équipe première masculine)
- EuroHockey Club Champions Trophy: 1984 (à Vienne), 1991 (à Olten), et 1995 (à Glasgow) (équipe première masculine)
- EuroHockey Cup Winners Trophy: 2001 (à Vienne) (équipe première masculine)
- Champion de France féminin : (13) 1923, 1924, 1926, 1930, 1932, 1933, 1935, 1936, 1955, 1956, 1957, 1966, 1972
- Champion de France masculin : (22) 1899, 1903, 1909, 1926, 1929, 1930, 1943, 1960, 1961, 1979, 1983, 1985, 1990, 1991, 1992, 1993, 1994, 1995, 1996, 2015, 2016 et 2017

## Les présidents de la section
- 1949-1950 P. PRIEUR

- 1956-1972 G.POUQUET

- 1973-1984 Ch. MICHAELIS

- 1984-1994 E. MONTANE

- 1994-2000 M. SAND

- 2000-2013 JL. LAUREAU

- 2013-2016 L. GILLET

- 2016-à ce jour L. FERMAUT

## Joueurs notables
- Robert Salarnier, Stéphane Jaquet, CF Viala, Thierry Martin, JM Desmasures, Steve Colledge, Wouter Van Wersch, Ismaël Leis (dit "Maïs"), Stéphane Ruault (dit "Paco"), Grégory Pinson (dit "Nidjo", Stéphane de Maistre (dit "Kus"), Cyril Lemoine (dit "Loumar"), François Richet (dit Jaja), Vincent Montané (dit Dédé), Philippe Gallet (dit "VD"), Olivier Montané (dit Petek), Charley Michaelis Jr (dit Michel), Simon Martin-Brisac (dit "Lazime").